# Cryptolabis luteiceps
Cryptolabis luteiceps är en tvåvingeart som beskrevs av Alexander 1927. Cryptolabis luteiceps ingår i släktet Cryptolabis och familjen småharkrankar. Inga underarter finns listade i Catalogue of Life.